# Moondyne Joe

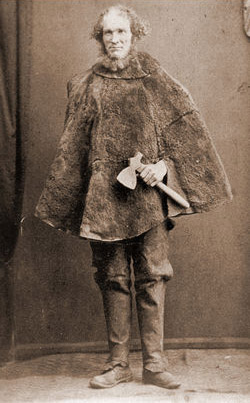
Moondyne Joe

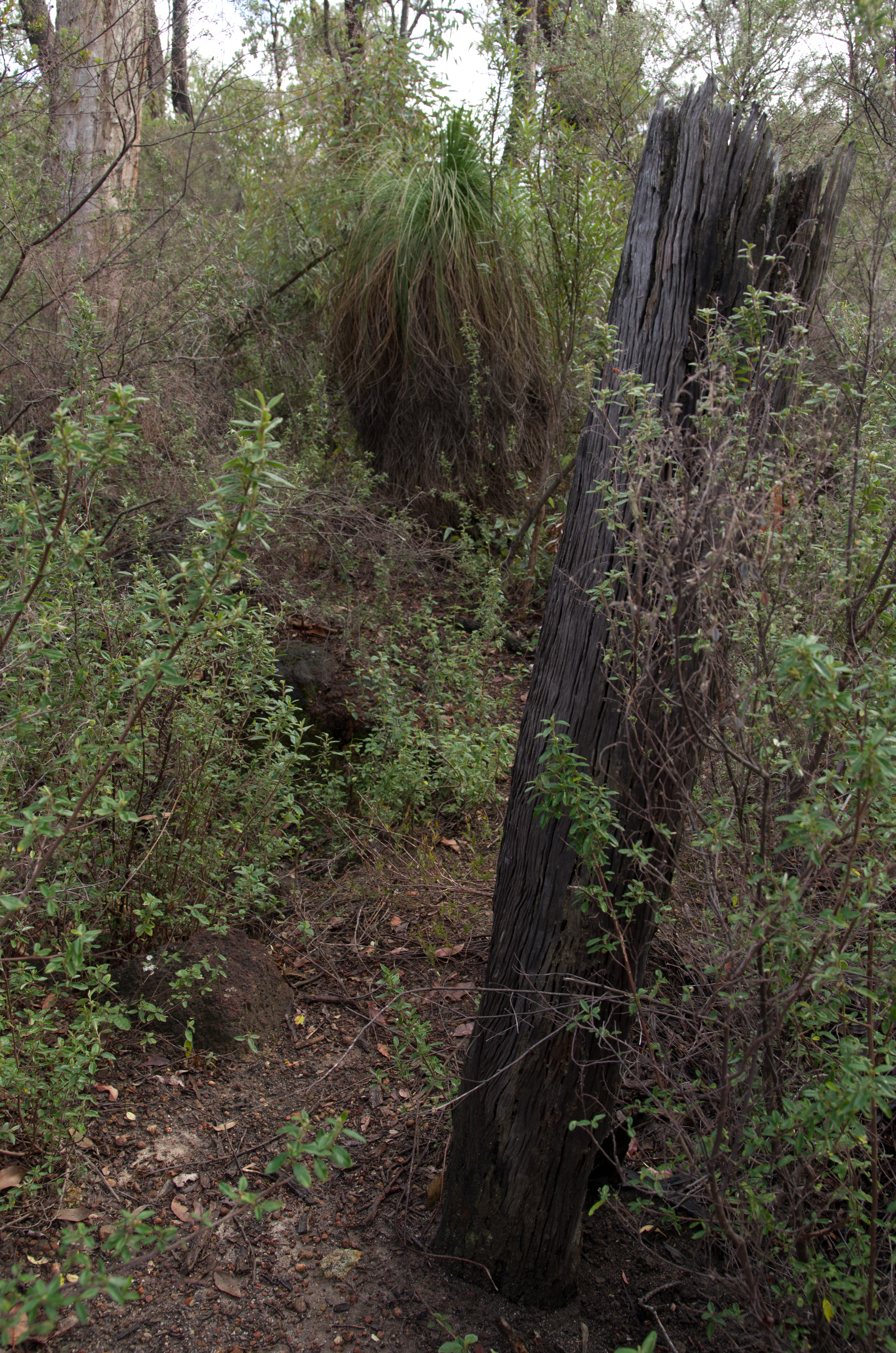
Reste eines von Moondyne Joe gebauten Zaunes und Brunnens

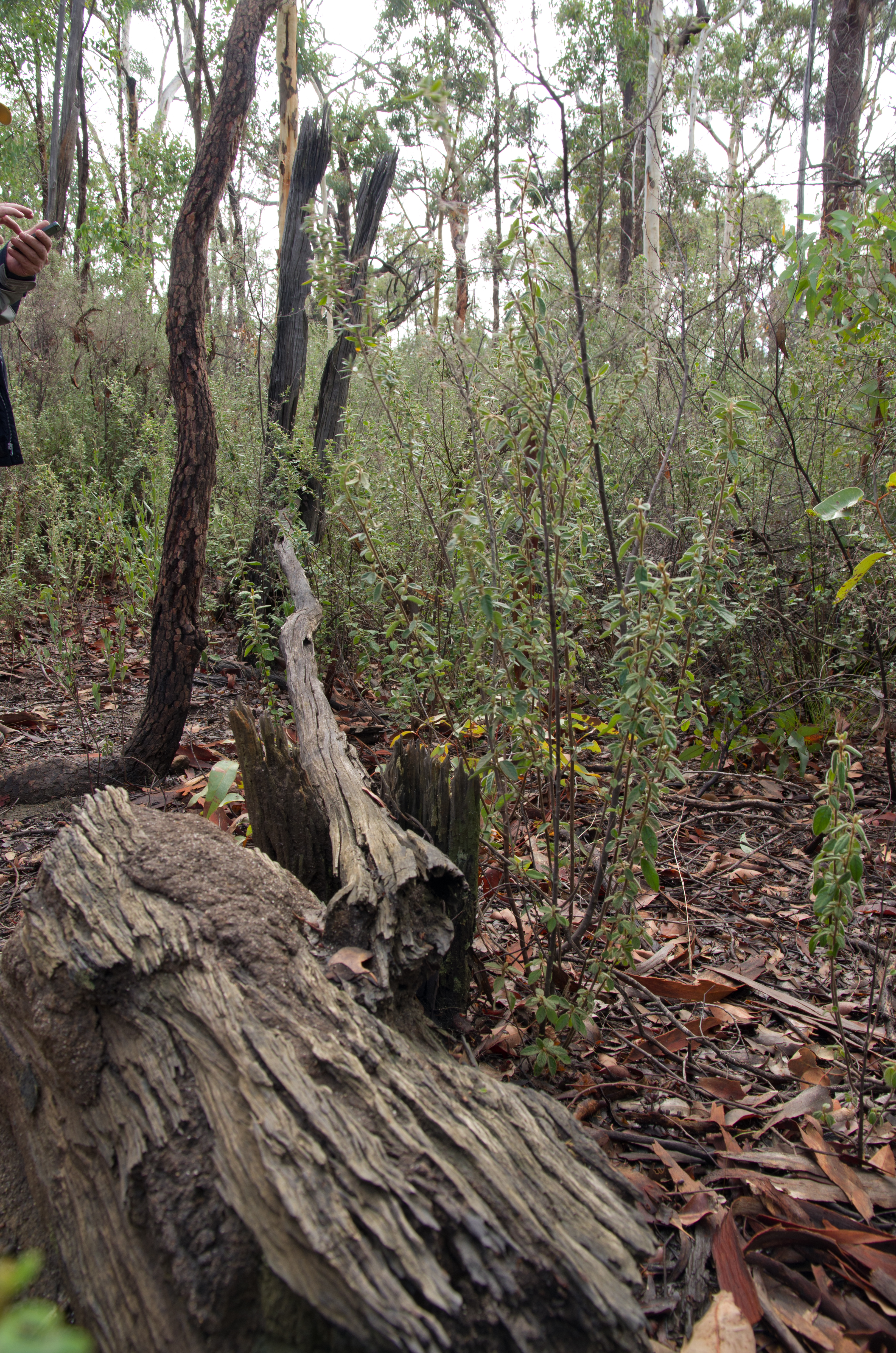
Reste eines der Tore Moondyne Joes, mit denen er Vieh wieder einfing

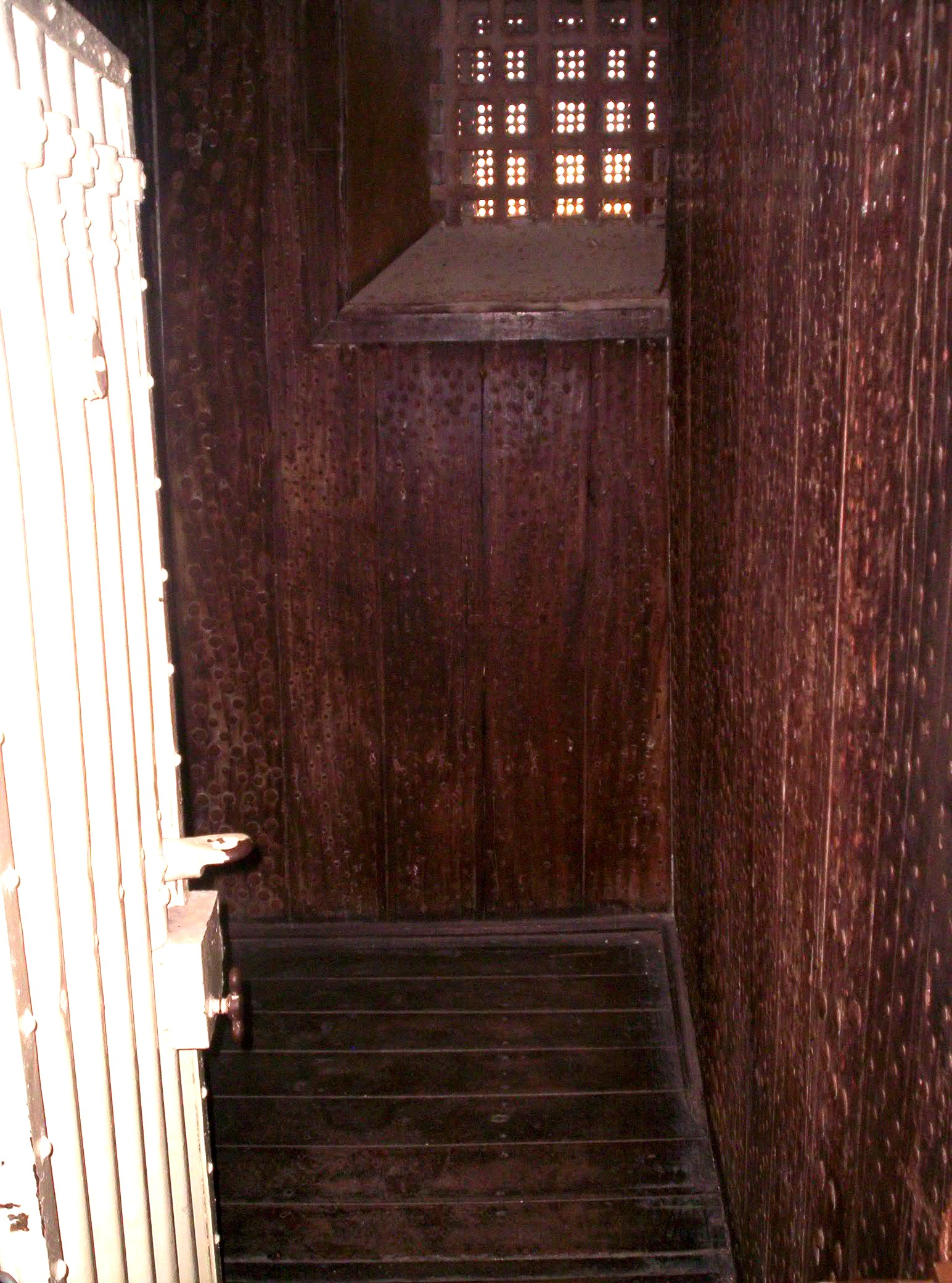
Moondyne Joes ausbruchssichere Zelle im Freemantle Prison

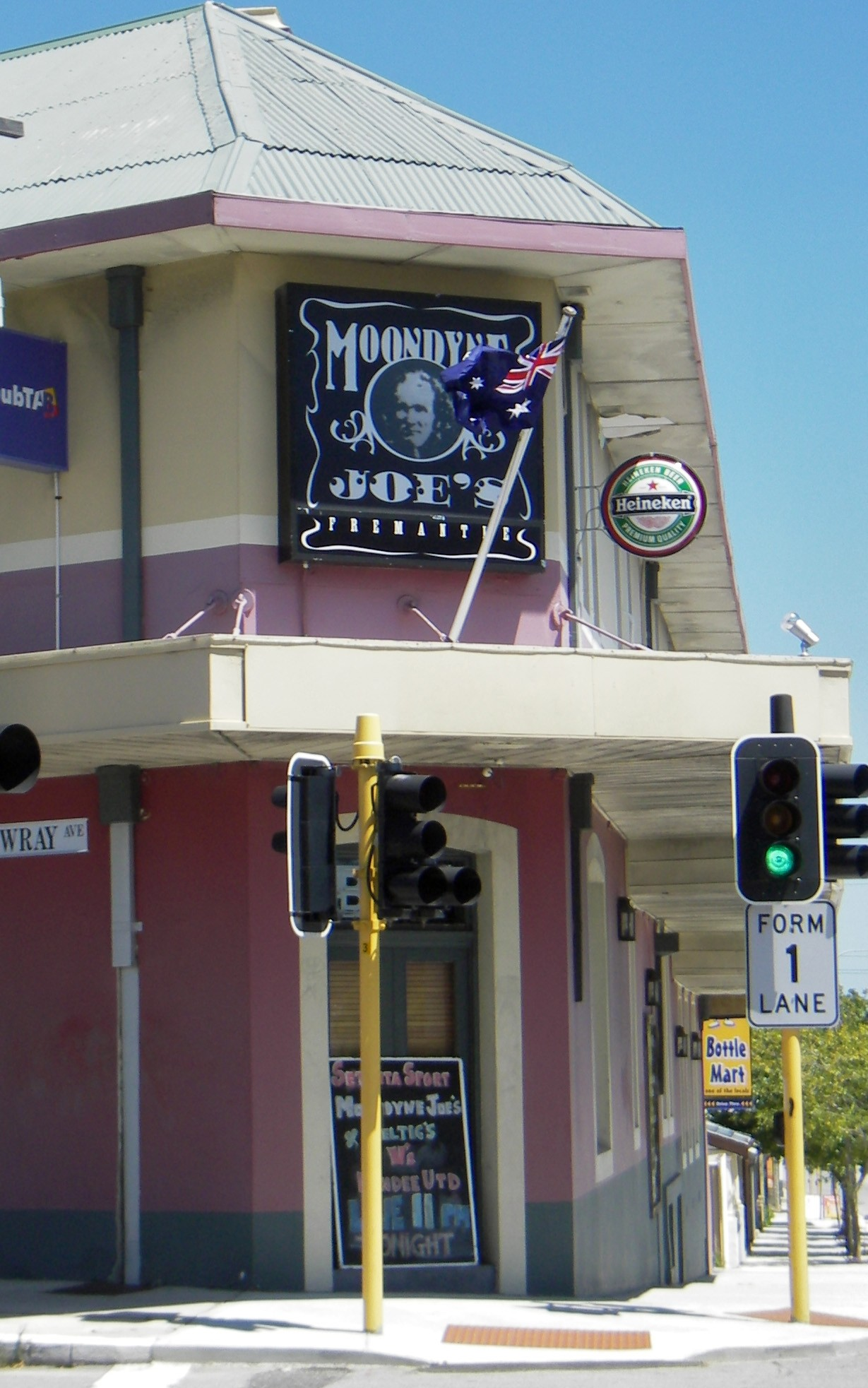
Moondyne Joe’s Bar and Bistro in Fremantle

Joseph Bolitho Johns (* um 1826; † 13. August 1900), besser bekannt als Moondyne Joe, war der bekannteste Bushranger von Westaustralien.

## Leben

### Frühes Leben
Joseph Johns wurde um 1826 im englischen Cornwall als drittes von sechs Kindern des römisch-katholischen Schmiedes Thomas Johns und seiner Frau Mary Bolitho geboren. Joe war ein großer Mann mit schwarzem Haar und haselbraunen Augen, in späteren Aufzeichnungen wird er als pockennarbig beschrieben. Sein Vater starb zwischen 1832 und 1841, Johns und seine drei Brüder suchten sich Arbeit als Bergleute im Kupferbergbau. 1841 lebte die Familie in Illogan in Cornwall, 1848 arbeitete Johns in Wales in einer Eisenerzmine, vielleicht in den Clydach Iron Works.

### Beginn der kriminellen Laufbahn
Am 15. November 1848 wurden Johns und ein Komplize William Cross (ein Pseudonym von John Williams) festgenommen, weil sie „aus dem Haus des Richard Price drei Laibe Brot, ein Stück Schinken, mehrere Käse und andere Güter“ gestohlen haben sollen.
Auf die Anklage des Einbruchdiebstahls vor dem Schwurgericht Brecon plädieren sie auf „nicht schuldig“. Am 23. März fand die Verhandlung unter dem Richter William Erle statt. Zeitungsberichte der Verhandlung deuten eine unerwartet hartnäckige Verteidigung an, John soll aggressiv gewesen sein und den üblichen Gerichtsprozeduren zuwidergehandelt haben. Sie wurden zu zehn Jahren Zwangsarbeit verurteilt. Mehrere vergleichbare Fälle, die vor dem gleichen Richter am gleichen Tag verhandelt wurden und bei denen die Angeschuldigten auf „schuldig“ plädiert hatten, endeten in Strafen von nur 3 Wochen bis 3 Monaten.
Johns und Williams sollten die nächsten sechs Monate in einer Arbeitskolonne der Regierung im Umkreis eingesetzt werden und dann an das Millbank Prison überstellt werden. Am 1. Januar 1850 wurde sie ins Pentonville Prison eingeliefert, um die zum Urteil gehörigen sechs Monate Einzelhaft abzusitzen. Das Paar wurde am 21. Oktober 1851 ins Dartmoor Prison verlegt. Kurz darauf wurde Johns auf ein vor Woolwich liegendes Gefängnisschiff verlegt, eine Hulk namens Justitia, möglicherweise aus disziplinarischen Gründen. Als die Justitia durch ein Feuer zerstört wurde, wurde er auf die Defence verlegt. Etwa ein Jahr später, wurde er auf das Gefängnisschiff Pyrenees gebracht, um in die britische Strafkolonie Westaustralien deportiert zu werden. Dort sollte er den Rest der Strafe verbüßen. Williams wurde im März 1852 nach Tasmanien deportiert.

### Deportation nach Australien
Die Pyrenees stach am 2. Februar 1853 in See und traf am 30. April in Fremantle ein.
Wegen guter Führung erhielt er bei seiner Ankunft ein Ticket of Leave und am 10. März 1855 eine Begnadigung auf Bewährung. Er siedelte im Tal des Avon River, einer der zerklüftetsten und unzugänglichsten Gegenden der Darling Range. Der Name der Aborigines für das Gebiet war Moondyne, daher sein geläufiger Name. Johns lebte davon, dass er die Quellen in der Gegend teilweise einzäunte und dort entlaufene Pferde und Vieh wieder einfing. Oft erhielt er für deren Rückgabe eine Belohnung.
Im August 1861 fing Johns einen Hengst ohne Brandzeichen und versah ihn mit seinem eigenen. Dies war letztlich Pferdediebstahl. Die Polizei nahm ihn bei der ersten Gelegenheit fest. Das Pferd als Beweisstück behielt die Polizei ein und Joe wurde in Toodyay eingesperrt. Eines Nachts brach er aus und stahl das Pferd erneut, dabei nahm der den brandneuen Sattel und das Zaumzeug des örtlichen Magistrats mit. Er wurde zwar den nächsten Tag wieder gefasst, hatte inzwischen aber das Pferd getötet und sein Brandzeichen herausgeschnitten und somit das Beweisstück für den Diebstahl vernichtet. So erhielt er nur eine dreijährige Strafe für den Ausbruch anstelle der typischen Strafe von mehr als zehn Jahren für einen Pferdediebstahl.
Während Johns seine Strafe absaß, kam es in dem Gefängnis zu einer Welle von versuchten und gelungenen Ausbrüchen, er beteiligte sich aber nicht. Für gute Führung erhielt er im Februar 1864 ein Ticket of Leave. Er nahm anschließend Arbeit in der Farm eines Henry Martin in Kelmscott auf. Im Januar 1865 wurde ein Stier namens „Bright“ getötet, der William Wallace gehörte, und Johns wurde der Tat bezichtigt. Er wurde am 29. März verhaftet und am 5. Juli für schuldig befunden und zu zehn Jahren Zwangsarbeit verurteilt. Johns beteuerte bis zum Ende seines Lebens seine Unschuld in diesem Fall. Er war entschlossen, die von ihm als ungerecht empfundene Strafe nicht zu verbüßen und im November flohen er und ein anderer Häftling aus einer Arbeitskolonne. Sie waren fast einen Monat auf freiem Fuß und begingen währenddessen einige kleinere Raubdelikte. Zu dieser Zeit erhielt Johns den Spitznamen Moondyne Joe. Sie wurden 37 Kilometer östlich von York von einer Polizeitruppe gefasst, zu der auch der einheimische Fährtensucher Tommy Windich gehörte. Für die Flucht und den Besitz einer Feuerwaffe erhielt Moondyne Joe eine Strafe von zwölf Monaten in Eisen und wurde ins Fremantle Prison überstellt.

### Erneute Flucht
Im April 1866 stellte Moondyne Joe ein Gnadengesuch an den obersten Richter von Western Australia und erhielt vier Jahre seiner Strafe erlassen. Dies scheint für ihn unbefriedigend gewesen zu sein, da er im Juli weitere sechs Monate in Eisen erhielt, da er versucht hatte, das Schloss aus seiner Zellentür zu schneiden. Anfang August entkam er erneut. Nachdem er seine Eisen entfernt hatte, traf er sich mit drei anderen Ausbrechern und sie zogen durch den Busch um Perth. Sie begingen einige Raube und entgingen mehrfach nur knapp einer Verhaftung. Ende August wurde einer der Vier von der Polizei gefasst. Aus der Erkenntnis heraus, dass man der Polizei nicht für immer entkommen könne, plante Moondyne Joe die Flucht aus dieser Strafkolonie auf dem Landweg nach South Australia. Für diese lange und entbehrungsreiche Reise durch ein extrem trockenes Gebiet benötigte man eine sehr gute Ausrüstung, wollte man überhaupt eine Chance haben. Am 5. September stahl Moondyne Joe die benötigten Versorgungsgüter und Ausrüstungsgegenstände im Laden seines alten Feindes James Everett in Toodyay. Die Gang reiste dann entlang der von Charles Hunt gefundenen Route nach Osten. Am 26. September wurden ihre Spuren von der Polizei etwa 160 Kilometer östlich von York gefunden. Eine Polizeitruppe verfolgte sie und griff sie am 29. September 1866 bei Boodalin Soak, etwa 6 km nordwestlich des heutigen Westonia, etwa 300 km nordöstlich von Perth auf.

### Weitere Flucht und Begnadigung
Als Strafe für die Flucht und die auf dieser begangenen Straftaten erhielt Moondyne Joe weitere fünf Jahre Zwangsarbeit. Man ergriff nun außergewöhnliche Maßnahmen, um eine erneute Flucht zu verhindern. Joe wurde im Hof des Fremantle Prison mit dem Hals an das Eisengitter eines Fensters gekettet, während man eine ausbruchssichere Zelle errichtete. Die Zelle bestand aus Steinwänden, die innen mit Eisenbahnschwellen aus Jarrahholz und über 1000 Nägeln verstärkt wurden, sie war nahezu licht- und luftdicht. Moondyne Joe wurde bei Brot und Wasser in der Zelle gehalten und erhielt täglich nur zwei Stunden Hofgang. Anfang 1867 wurde er wegen seiner schlechten Gesundheit zum Steine brechen ins Freie geholt. Anstatt ihn wie üblich außerhalb des Gefängnisses einzusetzen, ordnete der Comptroller-General an, dass die Steine für ihn in eine Ecke des Gefängnishofes gebracht werden sollten, wo Joe unter der ständigen Aufsicht eines Wärters arbeitete. Der damalige Gouverneur von Westaustralien, John Hampton, war von den Maßnahmen so überzeugt, dass man ihn zu Joe sagen hörte, dass er ihn begnadigen würde, wenn er erneut entkommen würde. Allerdings wurden die von Joe zerkleinerten Steine nicht regelmäßig abgefahren, so dass mit der Zeit ein Haufen entstand, der Joes Körper unterhalb der Hüfte dem Blick der Wachen entzog. Teilweise hinter dem Steinhaufen verborgen, schlug er gelegentlich mit seinem Vorschlaghammer gegen die aus Kalkstein bestehende Gefängnismauer.
Am 7. März 1867 entkam Moondyne Joe durch das von ihm in die Gefängnismauer geschlagene Loch. Trotz einer ausgedehnten Suchaktion wurde er nicht gefunden. Er mied sein vorheriges Umfeld und beging keine Verbrechen, so dass die Behörden nur wenige Informationen über seinen Verbleib erhielten. Moondyne Joes Vorbild führte zu einer ganzen Reihe von Ausbruchsversuchen in den folgenden Monaten, so dass er schnell in Vergessenheit geriet.
Wenige Tage vor dem zweiten Jahrestag seines Ausbruches versuchte Moondyne Joe, einige Flaschen Wein aus dem Keller der Houghton Winery zu stehlen. Zufällig hatte der Eigentümer bei einer polizeilichen Untersuchung geholfen und lud die Polizisten danach zu einer Erfrischung in den Keller ein. Als der Eigentümer den Keller betrat, wähnte sich John entdeckt und flüchtete durch die Tür in die Arme der Polizisten. Er wurde ins Gefängnis zurückgebracht und erhielt für die Flucht weitere zwölf Monate, die Hälfte davon Einzelhaft. Am 22. März 1869 wurde er für Einbruch zu weiteren vier Jahren in Eisen verurteilt. Moondyne Joe versuchte im Februar 1871 mit einem in der Gefängnisschreinerei gefertigten Nachschlüssel zu seiner Zelle auszubrechen, was aber misslang. Im April 1871 hörte Comptroller General Wakeford aus Moondyne Joes Mund von Hamptons Versprechen. Nachdem Wakeford sich bei Superintendent Lefroy rückversichert hatte, dass diese Worte tatsächlich gesprochen worden waren, informierte er den Gouverneur Frederick Weld, der zustimmte, dass eine weitere Bestrafung unfair wäre. Moondyne Joe wurde im Mai 1871 freigelassen.

### Späteres Leben
Der Rest von Johns Leben bestand aus Zeiten des Wohlverhaltens, durchsetzt von gelegentlichen kleineren Vergehen und kurzen Gefängnisaufenthalten. Im Januar 1879 heiratete er eine Witwe namens Louisa Hearn. Sie verbrachten einige Zeit mit der Suche nach Gold nahe Southern Cross. 1881 entdeckte er bei Erkundungen in der Nähe von Karridale die nach ihm benannte Moondyne Cave. In seinen letzten Jahren begann er sich seltsam zu verhalten, schließlich wurde er für geisteskrank erklärt. Er starb am 13. August 1900 im Fremantle Lunatic Asylum (Irrenhaus Freemantle) an „Altersdemenz“. Das Gebäude beherbergt heute das Fremantle Arts Centre. Er wurde auf dem Fremantle Cemetery in Freemantle begraben. Sein Grabstein zeigt das Wort „rhyddid“ (walisisch „Freiheit“).

## Rezeption